# Стелла (имя)
Стелла (от лат. stella — звезда) — женское имя.

## Персонажи
- Стелла (настоящее имя — Эстер Джонсон; 1681—1728), подруга Дж. Свифта, письма к которой известны как «Дневник для Стеллы».
- Стеллa — персонаж книг А. М. Волкова о Волшебной стране.
- Стелла — героиня пьесы Т. Уильямса «Трамвай „Желание“» и серии её экранизаций.
- Стелла — одна из главных героинь мультсериала «Клуб Винкс».
- Стеллочка — персонаж книг А. и Б. Стругацких «Понедельник начинается в субботу» и «Сказка о Тройке».